# Patthargada
Patthargada (nep. पत्थरगाढा) – gaun wikas samiti we wschodniej części Nepalu w strefie Sagarmatha w dystrykcie Saptari. Według nepalskiego spisu powszechnego z 2001 roku liczył on 819 gospodarstw domowych i 4938 mieszkańców (2422 kobiet i 2516 mężczyzn).